# Leibniz-Zentrum für Zeithistorische Forschung
Das Leibniz-Zentrum für Zeithistorische Forschung Potsdam (ZZF) e. V. ist ein interdisziplinär ausgerichtetes Institut zur Erforschung der deutschen und europäischen Zeitgeschichte mit Sitz in Potsdam. Es ist Mitglied der Leibniz-Gemeinschaft und zählt – mit dem Institut für Zeitgeschichte in München – zu den größten und bedeutendsten Forschungsinstituten auf dem Gebiet der Zeitgeschichte in Deutschland.

## Geschichte
Das ZZF ist Anfang 1996 auf der Grundlage der Empfehlungen des Wissenschaftsrates aus dem Forschungsschwerpunkt Zeithistorische Studien hervorgegangen, der 1992 nach der Vereinigung Deutschlands von der Förderungsgesellschaft Wissenschaftliche Neuvorhaben, einer Tochter der Max-Planck-Gesellschaft, gegründet wurde. Der Wissenschaftsrat empfahl 2006 die Aufnahme des Zentrums in die Leibniz-Gemeinschaft, die zum 1. Januar 2009 erfolgt ist. Bis zur Aufnahme in die Leibniz-Gemeinschaft 2009 wurde die Grundausstattung des ZZF vom Land Brandenburg getragen, während die Deutsche Forschungsgemeinschaft (DFG) und zahlreiche weitere Stiftungen die Durchführung der Projekte finanzierten.
Bis 1996 wurde das ZZF bzw. der Forschungsschwerpunkt Zeithistorische Studien von Jürgen Kocka geleitet, danach übernahm Christoph Kleßmann die Direktion des Hauses, ab 1998 gemeinsam mit Konrad H. Jarausch. Im Dezember 2004 trat Martin Sabrow die Nachfolge Kleßmanns an. Nach der Verabschiedung des Co-Direktors Konrad H. Jarausch im Jahr 2006 wurde das ZZF bis 2011 allein von Martin Sabrow geleitet. Als Frank Bösch im Oktober 2011 seine Arbeit als Direktor aufnahm, wurde das Institut rund zehn Jahre wieder von einer Doppelspitze geleitet. Ende Dezember 2021 trat Martin Sabrow als Direktor des ZZF sowie als Professor für Neueste Geschichte und Zeitgeschichte an der Humboldt-Universität zu Berlin in den Ruhestand. Er bleibt dem ZZF als Senior Fellow, als Mitherausgeber der Zeithistorischen Forschungen und als Sprecher des Leibniz-Forschungsverbundes »Wert der Vergangenheit« eng verbunden.

## Forschungsprofil
Die wissenschaftliche Arbeit gliedert sich gegenwärtig in fünf Abteilungen, die sich mit folgenden Themenbereichen befassen:
- Kommunismus und Gesellschaft,
- Geschichte des Wirtschaftens,
- Zeitgeschichte der Medien- und Informationsgesellschaft,
- Regime des Sozialen,
- Globalisierungen in einer geteilten Welt.

Das ZZF verfügt über ein international ausgerichtetes Gastwissenschaftler-Programm und arbeitet mit zahlreichen universitären und außeruniversitären Forschungseinrichtungen im In- und Ausland zusammen. Es ist über gemeinsame Berufungen mit der Universität Potsdam und der Humboldt-Universität zu Berlin verbunden. Zudem kooperiert es in Forschung, Lehre und Nachwuchsausbildung mit zahlreichen weiteren Hochschulen.
Für ein an Zeitgeschichte öffentlich interessiertes Publikum erarbeitet das ZZF v. a. Ausstellungen und bietet seit 2021 den „ZZF Podcast“ an. Darüber hinaus nimmt das Zentrum beratende Aufgaben im Bereich der Gedenkstätten- und Museumsarbeit wahr.
Einen hohen Stellenwert räumt das ZZF der Vermittlung seiner Aufgaben und Arbeitsergebnisse in die Fachöffentlichkeit ein. Seine Forschungsergebnisse publiziert es in zahlreichen Wissenschaftsverlagen. 2021 veröffentlichten Wissenschaftlerinnen und Wissenschaftler des ZZF 32 Fachbücher, darunter zehn Monographien und 18 Sammelbände. Mit öffentlichen Vortragsreihen, Konferenzen, Workshops und multimedialen Websites trägt es zur historisch-politischen Aufklärung und zur öffentlichen Diskussion über zeithistorische Themen bei.

## Publikationen
Das ZZF gibt vier Buchreihen heraus. Diese nehmen aktuelle Fragen zur Zeitgeschichte, Politik, Wirtschaft, Gesellschaft, Bildung und Kultur auf.
Seit 1993 gibt das ZZF die Schriftenreihe Zeithistorische Studien heraus, die im Böhlau Verlag erscheint. Bis Ende 2020 publizierte es insgesamt 62 Bände der Reihe.
Seit 2010 erscheint im Wallstein Verlag die Reihe Geschichte der Gegenwart. Die Reihe Medien und Gesellschaftswandel im 20. Jahrhundert erscheint seit 2014 ebenfalls im Wallstein Verlag. 2016 startete die Reihe Kommunismus und Gesellschaft im Verlag Ch. Links. Mit der Zeitschrift Zeithistorische Forschungen/Studies in Contemporary History (ZF/SCH) bietet das ZZF ein Peer-Review-Journal zu Fragen der Zeitgeschichte in deutscher, europäischer und globaler Dimension an. Die Zeitschrift erscheint seit 2004 dreimal jährlich in zwei textidentischen Ausgaben: einer Online-Ausgabe im Open Access und einer parallelen Druck-Ausgabe im Verlag Vandenhoeck & Ruprecht.
Um einen Einblick in die vielfältigen Forschungsprojekte zu bieten, veröffentlichte das Institut von 2006 bis 2020 zudem jährlich den Almanach ZeitRäume. Auskunft über die wissenschaftliche Arbeit und die strukturelle wie personelle Entwicklung des Instituts gibt der Jahresbericht.
Von 1994 bis 2009 veröffentlichte das ZZF das Potsdamer Bulletin für Zeithistorische Studien. Neben wissenschaftlichen Beiträgen informierte es unmittelbar über die Arbeit des Zentrums.

## Multimediale Angebote
Mit Zeitgeschichte digital.de entwickelt das ZZF eine eigene digitale Forschungsinfrastruktur für die Zeitgeschichte. Das Portal Zeitgeschichte-online informiert über neue Forschungstrends und aktuelle Debatten des Faches Zeitgeschichte. Mit dem Portal ist das ZZF in Deutschland zum wichtigsten Anbieter zeithistorischer Fachinformation im Internet geworden.
Bei Clio-online, dem Fachportal für die Geschichtswissenschaften, ist das ZZF Mitglied im Trägerverein. Es beteiligt sich außerdem an der Web-Plattform H-Soz-Kult, einem Teilprojekt von Clio-online, das zugleich Fachforum und moderierte Informations- und Kommunikationsplattform für Historiker ist.
Mit Docupedia-Zeitgeschichte bietet das ZZF seit 2011 ein Online-Nachschlagewerk für Grundlagentexte zur Zeitgeschichtsschreibung im Open Access an. Das ZZF entwickelte und betreibt es gemeinsam mit dem Institut für Geschichtswissenschaften der Humboldt-Universität zu Berlin und Clio-online.
Mit dem 2014 gestarteten Online-Portal Visual History.de stellt das ZZF eine Kommunikations- und Informationsplattform für die historische Bildforschung zur Verfügung. Das Portal wird redaktionell und technisch am ZZF betreut.
Gemeinsam mit der Bundeszentrale für politische Bildung und Deutschlandradio gestaltet das ZZF außerdem Websites zum Aufstand des 17. Juni 1953 in der DDR („17Juni53.de“) und zur Geschichte der Berliner Mauer („Chronik-der-Mauer.de“).
Mit der Stiftung zur Aufarbeitung der SED-Diktatur und dem Collegium Hungaricum Berlin entstand die Website „Ungarn1956.de“, welche die Hintergründe und die Wirkungen der ungarischen Revolution des Jahres 1956 beleuchtet.
Damit ist es dem ZZF nach Ansicht des Wissenschaftsrates nicht nur gelungen, eine „Vorreiterrolle im Bereich der elektronischen Fachinformation“ und eine „Spitzenstellung bei der Vermittlung von Ergebnissen der zeitgeschichtlichen Grundlagenforschung in den gesellschaftlichen Diskurs“ einzunehmen, sondern auch in der Hauptstadtregion als „der maßgebliche Kristallisationspunkt der zeithistorischen Debatte“ wahrgenommen zu werden.

## Studiengänge
Seit dem Wintersemester 2008/09 bietet das ZZF in Kooperation mit dem Friedrich-Meinecke-Institut der Freien Universität Berlin den Masterstudiengang Public History an.

## Auswahl aktueller und ehemaliger Mitarbeiter
- Ralf Ahrens
- Klaus Jochen Arnold
- Simone Barck
- Udo Baron, von November 2005 bis Oktober 2007 wissenschaftlicher Mitarbeiter für das Projekt Todesopfer an der Berliner Mauer
- Jan C. Behrends
- Rüdiger Bergien, seit 2009 wissenschaftlicher Mitarbeiter
- Jürgen Danyel, seit 1992 wissenschaftlicher Mitarbeiter; seit 2017 Leiter der Bibliothek, seit 2009 Leiter der Abteilung Zeitgeschichte der Medien- und Informationsgesellschaft, seit 2008 stellvertretender Direktor
- Jens Gieseke, seit 2008 Projektleiter der Abteilung „Kommunismus und Gesellschaft“
- Rüdiger Graf, Abteilungsleiter
- Olaf Groehler, nach 1990, bis 1994 seine Tätigkeit als Inoffizieller Mitarbeiter der Staatssicherheit publik wurde
- Rüdiger Hachtmann, seit 2007 Leiter des Projekts Das fordistische Jahrhundert, bis 2018
- Enrico Heitzer, bis 2010[14]
- Hans-Hermann Hertle, wissenschaftlicher Mitarbeiter
- Beatrice Heuser
- Peter Hübner, von 1996 bis 2009 wissenschaftlicher Mitarbeiter
- Renate Hürtgen, von 1997 bis 2012 wissenschaftliche Mitarbeiterin
- Petra Kabus, war wissenschaftliche Mitarbeiterin
- Thomas Klein, von 1996 bis 2009 wissenschaftlicher Mitarbeiter
- Árpád von Klimó, bis Juni 2008 wissenschaftlicher Mitarbeiter
- Scott Krause, von Januar bis Dezember 2017 Visiting Fellow
- Sabine Kuder, von 1996 bis 2000 wissenschaftliche Mitarbeiterin
- Thomas Lindenberger, von 1996 bis 2017 Projekt- bzw. Abteilungsleiter
- Siegfried Lokatis, ehem. wissenschaftlicher Mitarbeiter
- Andreas Ludwig, seit 2013 wissenschaftlicher Mitarbeiter
- Ulrich Mählert
- Thomas Mergel
- Maren Möhring, von 2012 bis 2014 Leiterin der Abteilung III Der Wandel des Politischen
- Bodo Mrozek
- Dietrich Mühlberg, seit 1998
- Christian Th. Müller, von 2001 bis 2003 wissenschaftlicher Mitarbeiter
- Joachim Petzold, von 1992 bis 1998
- Jörg Roesler, bis 1995
- Susanne Schattenberg
- René Schlott[15][16]
- Wilhelm Heinz Schröder, Sprecher der Mitgliederversammlung des Vereins ZZF
- André Steiner, seit 2000 Projektleiter
- Bernd Stöver, von 2001 bis 2006 wissenschaftlicher Mitarbeiter

## Mitglieder des Wissenschaftlichen Beirats
Mitglieder des Wissenschaftlichen Beirats
des Leibniz-Zentrums für Zeithistorische Forschung Potsdam (ZZF) e. V.

### Vorsitz
- Prof. Dr. Martina Heßler
- Joachim von Puttkamer

### Mitglieder
- Paul Betts
- Dirk van Laak
- Maren Möhring
- Stefanie Middendorf
- Detlef Siegfried
- Brigitte Studer
- Frank Trentmann

## Mitglieder des Vereins
Mitglieder des Vereins des Leibniz-Zentrums für Zeithistorische Forschung Potsdam (ZZF) e. V.
- Frank Bösch, Vorstand
- Gunilla Budde, Sprecherin der Mitgliederversammlung, Carl von Ossietzky Universität Oldenburg
- Ministerium für Wissenschaft und Forschung des Landes Brandenburg, vertr. d. Tobias Dünow
- Universität Potsdam, vertr. d. Oliver Günther
- Berlin-Brandenburgische Akademie der Wissenschaften, vertr. d. Christoph Markschies
- Humboldt-Universität zu Berlin, vertr. d. Sabine Kunst
- Bundesarchiv (Deutschland) Berlin, vertr. d. Michael Hollmann
- Bundesministerium für Bildung und Forschung, vertr. d. Katharina Flechsig
- Wilhelm Heinz Schröder, GESIS – Leibniz-Institut für Sozialwissenschaften, Köln